# Вестер, Лина
Лина Терезия Вестер (швед. Lina Teresia Wester; 7 ноября 1992, Реттвик, Швеция) — шведская хоккеистка, игравшая на позиции центрального нападающего. Большую часть карьеры провела в клубе женской хоккейной лиги Швеции (Рикссериен) «Лександ». По одному сезону выступала за команды: «Брюнес», «Ферьестад» и «Фалу». Игрок национальной сборной Швеции, в составе которой выступала на 4-х чемпионатах мира (2011, 2012, 2013 и 2015) и на хоккейном турнире Зимних Олимпийских игр 2014. В составе юниорской сборной Швеции становилась бронзовым призёром чемпионата мира до 18 лет (2010).

## Биография
Лина Вестер родилась в городе Реттвик. У неё два брата и три сестры. Начала заниматься хоккеем в команде «Оре», после которого продолжила играть в клубе «Лександ». В 14 лет она провела матч в плей-офф первого дивизиона. С сезона 2007/08 Вестер регулярно играет в Рикссериен — главной женской хоккейной лиге Швеции. Два года её результативность была невысокой, рост произошёл в сезоне 2009/10, когда она сумела набрать 15 (9+6) очков в 28-ми играх. Во время чемпионата Лина получила приглашение в юниорскую сборную Швеции. Она приняла участие на юниорском чемпионате мира 2010, на котором вместе с командой завоевала бронзовые медали. В следующем сезоне она стала основным лидером атаки «Лександа», набрав 25 результативных баллов в 25-ти матчах и уступив лидерство в команде только Сесилии Эстберг (32 балла). Вестер получила приглашение из основной сборной Швеции. Она сыграла на чемпионате мира 2011, но отметиться на нём результативными действиями не сумела. Сезон 2011/12 сложился для «Лександа» неудачно: по окончании сезона клуб боролся за сохранение места в Рикссериен. Вестер, много выступавшая за сборную и проведшая свой второй чемпионат мира, решила покинуть клуб и подписала контракт с «Брюнесом». Она также сумела убедить лидера «Лександа», Ханну Линдквист, перейти в её новый клуб.
Сезон в «Брюнесе» сложился для Вестер успешно: она показывала высокую эффективность в атаке, а клуб сумел дойти до финала, где проиграл АИКу со счётом 1:2. На своём третьем чемпионате мира, 2013 года, Лина показала лучший личный результат, набрав 3 (1+2) очка в пяти матчах. Она вошла в тройку лучших игроков шведской сборной на мировом первенстве. Несмотря на успехи, Вестер в межсезонье вернулась в «Лександ». В ноябре 2013 года она получила травму задней крестообразной связки и не могла играть до января. Травма не помешала Вестер принять участие на хоккейном турнире Зимних Олимпийских игр 2014 в Сочи. Шведская сборная заняла итоговое 4-е место, однако Лина положительно оценила своё участие в Играх.
В сезоне 2014/15 Вестер продемонстрировала лучшие для себя статистические показатели в регулярном сезоне: 27 (13+14) результативных баллов в 25-ти матчах при показателе полезности «+17». По окончании чемпионата она приняла участие в чемпионате мира 2015, проводимом в Мальмё. На домашнем турнире шведская сборная вновь не сумела завоевать медали, заняв в общей рейтинге 5-е место. После завершения мирового первенства Лина Вестер фактически завершила игровую карьеру. Причинами прекращения выступления указывались отсутствие мотивации и сложности, связанные с совмещением семьи и хоккея. Однако в конце сезона 2016/17 Вестер вместе с бывшей партнёршей по «Лександу» Сесилией Эстберг присоединилась к «Ферьестаду», выступавшему в первом дивизионе чемпионата Швеции. Следующее возвращение в хоккей для Лины состоялось в 2019 году, когда она начала играть за команду «Фалу» из второго дивизиона. Вместе с Вестер играла другая её бывшая одноклубница — Клара Мирен. Вдвоём они провели 10 матчей за «Фалу», в которых суммарно набрали 123 результативных балла: 62 у Вестер и 61 у Мирен.

## Стиль игры
Лина Вестер считалась трудолюбивым центральным нападающим. Она допускала мало ошибок и качественно выполняла оборонительные функции.

## Статистика
| Легенда | Легенда                    | Легенда | Легенда                   | Легенда | Легенда    |
| ------- | -------------------------- | ------- | ------------------------- | ------- | ---------- |
| И       | Количество проведённых игр | Штр     | Штрафное время            | +/−     | Плюс-минус |
| Г       | Голы                       | П       | Голевые передачи          | О       | Очки       |
| -       | Статистика неизвестна      | —       | Статистика не учитывалась |         |            |

### Клубная
- a В «Плей-офф» учитывается статистика игрока в плей-аут.
- b В «Плей-офф» учитывается статистика игрока в Квалификационном турнире.

### Международная
По данным: Eurohockey.com и Eliteprospects.com

## Достижения
Командные
| Год  | Команда         | Достижение                                  | Достижение |
| ---- | --------------- | ------------------------------------------- | ---------- |
| 2010 | Швеция (юниор.) | Бронзовый призёр юниорского чемпионата мира |            |

- По данным Eliteprospects.com.